# Spermophaga poliogenys
La estrilda piquigorda de Grant (Spermophaga poliogenys) es una especie de ave paseriforme de la familia Estrildidae propia del África tropical. El nombre común de la especie conmemora al ornitólogo británico Claude Henry Baxter Grant.

## Distribución y hábitat
Se puede encontrar en la República del Congo, la República Democrática del Congo y Uganda. Se estima que su área de distribución alcanza unos 350.000 km².